# ジェシー・リー・リノ
ジェシー・リー・リノ（英: Jesse Lee Reno、1823年4月20日-1862年9月14日）は、アメリカ陸軍の職業軍人であり、米墨戦争や西部辺境で働き、南北戦争の時は北軍の将軍だった。その部隊兵と共に戦う「軍人の軍人」として知られ、サウス山の戦いにおいてフォックスギャップでその軍団を指揮している時に戦死した。

## 初期の経歴
リノはバージニア州（当時、現在はウェストバージニア州）ホイーリングで、ルイス・トーマスとレベッカ・クィンビーのリノ夫妻の8人の子供のうち3番目の子供として生まれた。その先祖はフランスから1770年に移民してきた者だったが、アメリカに到着した時にそれまでの姓 Renaultという綴りからより単純な Renoに変えていた。リノの家族は1830年にペンシルベニア州フランクリンに移転し、リノは子供時代をそこで過ごした。
リノは1842年に陸軍士官学校に入学し、1846年に59人の同期のうち8番目の成績で卒業し、最初は兵站部の名誉少尉に任官した。ウェストポイント（陸軍士官学校）時代にストーンウォール・ジャクソンと親友になった。他の同期生や友人としては、ジョージ・マクレラン、ジョージ・ピケット、ダライアス・コウチ、A・P・ヒルおよび、ジョージ・ストーンマンがいた。

## 米墨戦争
米墨戦争中の1847年、リノはウィンフィールド・スコット将軍の下で砲兵隊を指揮し、メキシコにおけるベラクルス包囲戦などの戦闘で戦った。リノは2回名誉昇進した。1回目はセルロ・ゴードの戦いでの「勇敢で称賛に値する行為」で、2回目はメキシコシティの戦いとチャプルテペクの戦いでの勇敢さであり、チュプルテペクの戦いでは榴弾砲兵隊を指揮しているときに重傷を負った。
米墨戦争が終わると、ウェストポイントでの数学の教官、「重装砲兵隊に対する教育の仕組みを創造する」ことを任務とした集団の書記官、およびワシントンD.C.での兵站局など幾つかの部署で勤務した。1853年に中尉に昇進し、ビッグスー川からミネソタ州のメンドタに至る道路の測量に派遣された。ワシントンに戻るとメアリー・ブレインズ・クロスと結婚し、5人の子供が生まれ、そのうち2人は著名な者になった。その1人、コンラッド・リノはマサチューセッツ州ボストンで著名な弁護士と著作家となり、ジェシー・W・リノはリーハイ大学を卒業した後、エスカレータの発明家の一人となった。
リノの次の任務はフィラデルフィアの北東、フランクフォード武器庫での兵站士官であり、数年間をそこで過ごした。1857年、アルバート・ジョンストン准将の兵站長として、2年間のユタ準州遠征隊に付いていくことを指示された。

## 南北戦争
1859年にユタから戻ったときに14年間の勤続に対して大尉に昇進した。この年はアラバマ州マウントバーノンに近いマウントバーノン武器庫の指揮を執った。1861年1月4日の夜明け、リノはアラバマ州からの軍隊にこの武器庫共々降伏した。この無血の支配権移行はアラバマ州知事アンドリュー・B・ムーアの命令によるものだった。アラバマ州はその1週間後にアメリカ合衆国から脱退した。
リノはその小さな部隊を連れてアラバマを離れると、一時的にカンザス州レブンワース砦武器庫の指揮を任され、その後秋に志願兵の准将に指名された。次にバージニア州に転属となって、第9軍団第2旅団の指揮官となり、間もなく5個連隊を編成した。この第2旅団は1862年2月から7月に掛けて、アンブローズ・バーンサイド少将のノースカロライナ遠征に参戦した。リノはポトマック軍の一部となった第9軍団で師団指揮官となった。北バージニア方面作戦では、第二次ブルランの戦いとシャンティリーの戦いで、かつての友人で級友のストーンウォール・ジャクソンと敵対することになった。9月のメリーランド方面作戦開始時点でバーンサイドがポトマック軍右翼の指揮官となり、リノは9月3日から第9軍団指揮官に昇進した。
リノは「軍人の軍人」という評判があり、しばしば剣や階級章を身につけずにその部隊の直ぐ側にいた。9月12日、リノの第9軍団はメリーランド州フレデリックにあった。2日後、サウス山の戦いに際してリノがフォックスギャップの敵軍を視察しながらその部隊の直ぐ前面に立っているときに、南軍の狙撃兵の銃弾で胸を撃たれた。リノは担架に乗せられサミュエル・D・スタージス准将の指揮地点まで運ばれると、はっきりした声で「やあサム、私は死ぬだろう!」と言った。スタージスはリノの声があまりに自然だったので冗談を言っているのだと思い、リノにそんなに容態は悪くないことを期待していると告げた。リノは「いいや、いいや、私は死ぬだろう」と繰り返し、数分後に亡くなった。南軍のD・H・ヒル将軍はその公式報告書で、「北軍は裏切り者のバージニア人であるリノ将軍を失った。第23ノースカロライナ連隊の幸運な銃弾で殺された。」と皮肉を混じえて書いた。

## 記念
リノの遺体はまず妻の家があるボストンに運ばれ、トリニティ教会の地下墓所に安置された。1867年4月9日、遺骸はワシントンD.C.ジョージタウンのオークヒル墓地に移葬された。サウス山州立戦場跡の現在はリノ記念道路となっている所にリノの死んだ場所を示す記念碑が1889年に第9軍団の古参兵達の手で立てられた。
アメリカ陸軍はリノに因んで3箇所の前哨基地をリノと名付けた。現在はワシントンD.C.のペンシルベニア砦は1862年にリノ砦と改名され、1874年にオクラホマ州現在のエル・リノ近くに建設されたリノ砦、1865年に現在のワイオミング州ボーズマン・トレイルに建設されたリノ砦がある。ネバダ州リノ市、ペンシルベニア州リノ、およびカンザス州リノ郡もリノの栄誉を称えて名付けられた。